# (880) Herba
(880) Herba es un asteroide perteneciente al cinturón de asteroides descubierto el 22 de julio de 1917 por Maximilian Franz Wolf desde el observatorio de Heidelberg-Königstuhl, Alemania.
Está nombrado por el dios griego de la miseria y la pobreza.